# UNRWA – Foto- und Filmarchive der palästinensischen Flüchtlinge
Die UNRWA – Foto- und Filmarchive der palästinensischen Flüchtlinge wurden (ohne Zuordnung zu einem Staat) 2009 als Weltdokumentenerbe eingetragen.
Seit das Hilfswerk der Vereinten Nationen für Palästina-Flüchtlinge (UNRWA) am 1. Mai 1950 die Arbeit aufnahm, trug es Fotos und Filmaufnahmen zusammen, die unterschiedlichste Aspekte des Lebens und der Geschichte palästinensischer Flüchtlinge dokumentieren. Diese Aufnahmen wurden von Mitarbeitern des Hilfswerks selbst gemacht, aber auch von Fotografen und Filmagenturen, die im Auftrag des UN-Hauptquartiers in New York arbeiteten; die Rechte wurden in diesem Fall an UNRWA übertragen.
Das palästinensische Flüchtlingsproblem beschäftigt die internationale Politik seit Dekaden, wurde aber trotzdem von den Medien phasenweise kaum beachtet. Hier kommt der Dokumentation durch UNRWA besondere Bedeutung zu; sie besitzt eine der umfassendsten Sammlungen visueller Archivalien zum Thema.

## Inhalte
Die Fluchtbewegung von 1948 (Palästinakrieg) ist durch Fotografien dokumentiert, von denen einige ikonischen Status erlangten. Weitere politische Schwerpunkte sind der Aufbau von Flüchtlingslagern in den 1950er Jahren, die zweite Fluchtbewegung 1967 (Sechstagekrieg), der Bürgerkrieg im Libanon, die Unruhen am Ende der 1980er Jahre und die mit dem Jahr 2000 beginnenden Unruhen (Erste und Zweite Intifada). Daneben dokumentiert UNRWA den Alltag der Flüchtlinge und die Hilfsleistungen für sie. Während die Zahl registrierter palästinensischer Flüchtlinge von 914.000 im Jahr 1950 auf über 4,4 Millionen gestiegen ist, konnten nach Einschätzung des Hilfswerks ein hohes Bildungsniveau und eine gute Gesundheitsversorgung für diese Menschen erreicht werden.

## Archivierung
Als das Hilfswerk mit seiner Arbeit begann, wurden Fotos und Filme zunächst im Hauptquartier der Organisation in Beirut magaziniert. Wegen des libanesischen Bürgerkrieges wurde das Hauptquartier mitsamt dem Archiv 1982 nach Wien evakuiert. Einen Teil ihres Beiruter audiovisuellen Archivs überließ UNRWA allerdings der PLO, und diese Archivalien befinden sich seit 1982 im israelischen Militärarchiv (IDF).
Während der Jahre in Wien dehnte UNRWA seine Tätigkeit stark aus und beschäftigte mehrere Fotografen und ein eigenes Filmteam. Ein Großteil der Bestände wurde während dieser Zeit zusammengetragen. 1996 bezog UNRWA sein Hauptquartier in Gaza und transferierte einen Teil der Archivbestände von Wien dorthin; einige UNRWA-Abteilungen wurden aber nach Amman verlegt. „Nach Gaza gelangten rund 50.000 Fotos und Negative, um die sich die Leitung des Flüchtlingswerks wegen der periodischen kriegerischen Auseinandersetzungen zwischen der dort regierenden islamistischen Hamas und der israelischen Armee zunehmend Sorgen machte. Wohl deshalb, und auch aufgrund des drohenden Zerfalls des Foto- und Filmmaterials, entschied man sich für die Digitalisierung der Bestände.“
In Amman gibt es einen Kühlraum, in dem das UNRWA Negative und Filme aufbewahrt (den größten Teil der Archivalien). Trotz dieser Lagerungsmöglichkeit ist ein Teil so zusammengeklumpt, dass diese Negative auch durch einschlägige Restaurierungstechniken nicht mehr getrennt werden können. Ähnliches gilt für das alte Filmmaterial, das teilweise schon zu fragil für eine Digitalisierung ist.

### Fotos und Negative
Das Fotoarchiv bewahrt etwa 10.000 ausgewählte Fotografien, 15.000 Farbdias und 400.000 Negative. Insbesondere die älteren Schwarzweiß-Fotografien werden von Zeitungen, Magazinen, Filmproduzenten und Wissenschaftlern aus der ganzen Welt angefordert. Der Ansprechpartner hierfür ist das UNRWA-Hauptquartier in Gaza. Die Negativsammlung gilt als kostbarster Teil des Archivs, zumal jedes Foto der Sammlung auch mit dem entsprechenden Negativ vertreten ist. Diese 400.000 Negative werden im UNRWA-Hauptquartier in Amman archiviert.

### Filme und Videomaterial
Das Filmarchiv enthält 75 Filme, die zwischen 1950 und 1984 gedreht wurden, sowie weiteres Videomaterial. Die Filme befinden sich in Amman. Der 1950 in Jerusalem, Gaza, der West Bank und Jordanien gedrehte Film Sands of Sorrow ist die erste Dokumentation überhaupt zur palästinensischen Flüchtlingsthematik. Der Film Aftermath handelt nicht nur von der Flucht 1967, sondern auch von der international wenig beachteten Situation in Jordanien nach 1967, die viele Palästinenser zu einer weiteren Flucht zwang. Die Videoaufnahmen des Hilfswerks befinden sich im Archiv in Gaza.

## Digitalisierung und Wanderausstellung
Im Rahmen der Digitalisierung präsentierte UNRWA in dem Jerusalemer Kulturzentrum Al-Ma'mal („Die Fabrik“, nahe dem Neuen Tor) unter dem Titel The Long Journey ab November 2013 eine kleine Wanderausstellung mit etwa 100 Fotos und einigen Videos, die anschließend auch in einigen arabischen und westlichen Staaten gezeigt wurde. Die Eröffnung fiel mit dem von der UN ausgerufenen „Tag der Solidarität mit dem palästinensischen Volk“ zusammen. Die Bilder thematisieren keine Gewaltsituationen, sondern vor allem Hilfsprojekte für Flüchtlinge. Ein Sprecher des israelischen Außenministeriums kritisierte gegenüber der New York Times, dass das Ausstellungsprojekt Geld koste, das für die Versorgung der Bedürftigen womöglich fehle. UNRWA wies darauf hin, dass das Digitalisierungs- und Ausstellungsprojekt nicht aus dem eigenen Haushalt, sondern aus Mitteln der dänischen und französischen Regierung sowie von Privatspendern finanziert werde. Rephael Ben-Ari (Jerusalem Center for Public Affairs) sah in The Long Journey einen von mehreren Beiträgen von UNRWA zur Kultivation einer mythologisierten „Flüchtlingsmentalität“ (refugeeism): die Wanderausstellung zeige, welche entscheidende Rolle UNRWA bei der Konstruktion einer politischen palästinensischen Identität spiele.
Mit Unterstützung aus EU-Mitteln konnte die Wanderausstellung im Oktober 2016 im Atrium Den Haag gezeigt werden. Sie wurde dort vom UNRWA-Generalkommissar Pierre Krähenbühl, der niederländischen Außenhandelsministerin Lilianne Ploumen und dem Bürgermeister von Den Haag Jozias van Aartsen eröffnet.